# Austropsecadia chlorina
Austropsecadia chlorina (лат.) — жук подсемейства щитоносок из семейства листоедов.

## Описание
Жуки жёлтой и зелёной окраски длиной тела 6,7—7 мм. Вершинный сегмент усиков затемнённый. На надкрылья на бугорке за щитком часто имеются пара небольших черных полосок. В задней половине иногда имеется красноватое или коричневое пятно.

## Распространение
Распространён в Австралии в штатах Новый Южный Уэльс и Квинсленд.